# Nepal na Letnich Igrzyskach Olimpijskich 1964
Nepal na Letnich Igrzyskach Olimpijskich 1964 reprezentowało 6 zawodników (wszyscy mężczyźni). Był to debiut reprezentacji Nepalu na letnich igrzyskach olimpijskich.

## Skład reprezentacji

### Boks
| Zawodnik           | Konkurencja          | 1/32             | 1/16               | 1/8              | Ćwierćfinał      | Półfinał         | Finał            | Pozycja |    |
| Zawodnik           | Konkurencja          | Przeciwnik Wynik | Przeciwnik Wynik   | Przeciwnik Wynik | Przeciwnik Wynik | Przeciwnik Wynik | Przeciwnik Wynik | Pozycja |    |
| ------------------ | -------------------- | ---------------- | ------------------ | ---------------- | ---------------- | ---------------- | ---------------- | ------- | -- |
| Nam Singh Thapa    | waga musza           | —                | BYE                | Carmody P RSC    | NQ               | NQ               | NQ               | NQ      |    |
| Bhim Bahadur Thapa | waga piórkowa        | —                | Schulz P 0 - 5     | NQ               | NQ               | NQ               | NQ               | NQ      |    |
| Ram Prasad Gurung  | waga lekka           | BYE              | Kajdi P RSC        | NQ               | NQ               | NQ               | NQ               | NQ      |    |
| Om Prasad Pun      | waga lekkopółśrednia | BYE              | Gebregiorgis W DSQ | Galhia P KO      | NQ               | NQ               | NQ               | NQ      | NQ |

### Lekkoatletyka
| Zawodnik            | Konkurencja | Finał | Finał   |
| Zawodnik            | Konkurencja | Wynik | Miejsce |
| ------------------- | ----------- | ----- | ------- |
| Bhupendra Silwal    | maraton     | DNF   | DNF     |
| Ganga Bahadur Thapa | maraton     | DNF   | DNF     |